# Alberto Maria Careggio
Alberto Maria Careggio (ur. 7 listopada 1937 w Mazzè) – włoski duchowny katolicki, biskup Ventimiglia-San Remo w latach 2004-2014.

## Życiorys
Święcenia kapłańskie otrzymał 26 czerwca 1966 i został inkardynowany do diecezji Aosty. Przez kilka lat pracował jako wikariusz w Aoście, zaś w 1970 został wicerektorem seminarium. W 1973 powrócił do duszpasterstwa parafialnego, zaś od 1982 pracował w kurii biskupiej. Był w niej m.in. kanclerzem oraz dyrektorem wydziału ds. komunikacji.
4 sierpnia 1995 papież Jan Paweł II mianował go ordynariuszem diecezji Chiavari. Sakry biskupiej udzielił mu 24 września 1995 kard. Dionigi Tettamanzi.
20 marca 2004 został mianowany biskupem ordynariuszem Ventimiglia-San Remo. Ingres odbył się 9 maja 2004.
25 stycznia 2014 papież Franciszek przyjął jego rezygnację z urzędu złożoną ze względu na wiek.